# Literae Humaniores
Literae Humaniores est le nom donné à une formation de premier cycle centrée sur les humanités (Rome antique, Grèce antique, latin, grec ancien et philosophie) à l'Université d'Oxford et dans d'autres universités.
Le nom latin signifie littéralement "littérature plus humaine".